# 24 horas para matar
24 horas para matar (título original en inglés: 24 Hours to Kill) es una película de suspenso británica de 1965 dirigida por Peter Bezencenet y protagonizada por Lex Barker, Mickey Rooney y Walter Slezak. Fue filmada en Techniscope y Technicolor y se filmó en el Líbano, entonces un paraíso fiscal.

## Argumento
Un avión de Transcontinental Airlines en un vuelo internacional presenta problemas en el motor en ruta a Atenas. El piloto Jamie Faulkner (Lex Barker) se ve obligado a aterrizar en Beirut, donde el avión hará escala durante 24 horas. Aunque la tripulación espera descansar y relajarse en el entonces glamoroso lugar turístico, uno de los miembros de la tripulación teme por su vida debido a que es el objetivo de una organización criminal con sede en la ciudad.
El sobrecargo Norman Jones (Mickey Rooney), huyendo de una banda de contrabandistas de oro encabezada por Malouf (Walter Slezak), un contrabandista, se gana la simpatía del capitán del vuelo y otros miembros de la tripulación que creen que Jones ha sido asociado erróneamente con el sindicato.
La pandilla intenta dos veces matar a Jones y trata de secuestrar a la azafata Louise Braganza (Helga Sommerfeld), la novia del capitán. Jamie se entera de que Jones es miembro de la pandilla de Malouf y de hecho ha robado 40.000 libras esterlinas en lingotes del sindicato.
Aunque los mafiosos secuestran a la azafata Françoise Bertram (France Anglade) para proponerle un intercambio, ella es rescatada por la tripulación de la aerolínea después de una pelea. Jones es capturado por Malouf, pero Jamie y la tripulación lo salvan, pero justo cuando el avión despega, Jones es asesinado por uno de los hombres de Malouf.

## Reparto
- Lex Barker como Capitán Jamie Faulkner.
- Mickey Rooney como Norman Jones.
- Michael Medwin como Tommy Gaskell.
- Wolfgang Lukschy como Kurt Hoffner.
- Helga Sommerfeld como Louise Braganza.
- France Anglade como Françoise Bertram.
- Helga Lehner como Marianne.
- Walter Slezak como Malouf.
- Hans Clarin como Elías
- Shakib Khouri como Andronicus.
- Issam Chenawi como Asistente.
- Giancarlo Bastianoni como Asesino.
- Maria Rohm como Claudine.

## Producción
24 horas para matar fue escrita por Peter Yeldham, quien viajó a Beirut para investigar la trama de la película.
Esta fue una de la muchas películas que el actor estadounidense Lex Barker realizó fuera de los Estados Unidos durante los últimos años de su carrera. Después de una larga carrera cinematográfica en América del Norte, «cuando el trabajo en el Hollywood se agotó, Barker pasó la mayor parte de la década de 1960 en Alemania, donde disfrutó de mucha popularidad e hizo muchas películas».

## Lanzamiento
24 horas para matar fue estrenada en marzo de 1965.

## Recepción
A partir de críticas contemporáneas, The Monthly Film Bulletin declaró que la película fue fotografiada de manera agradable pero «dirigida con holgura», lo que funcionó principalmente debido a las «caracterizaciones extrañas» de Mickey Rooney y Walter Slezak.
Andy Webb, escribiendo en The Movie Scene, destacó la belleza de Beirut antes de que los conflictos del Medio Oriente destruyeran la otrora glamorosa capital. Webb consideró 24 horas para matar «bastante entretenida y tiene un toque de película de espías de los años 60 con algunos momentos de acción, bebidas mezcladas con drogas, gente sospechosa siguiendo a Norman y, por supuesto, algo de peligro».